# Svetište Gospe u Bori
Svetište Gospe u Bori je otočno marijansko svetište Velike Gospe – Kraljice na nebo uznesene u Gornjem Selu, na području brda Vela Straža.
Povijest svetišta vezana je uz crkvu Gospe u Bori koja je izgrađena na području nekadašnje benediktinske opatije sv. Marije. Opatija je djelovala pod jurisdikcijom splitskog samostana sv. Stjepana pod borima (St. Stephenus de Pinis) u razdoblju od 13. do polovine 15. stoljeća. Benediktinski samostan sct. Mariae de Insula Šolta je nakon smrti posljednjeg opata, zamolbom splitskog arhiđakona Marina Bilišića, bulom pape Nikole V. od 30. kolovoza 1452. pridodan povlasticama splitske metropolitske crkve. Od tada na području samostana Stomorije (kroatizirani naziv St. Marie) žive pustinjaci (eremiti, romiti) čiji se trag bilježi do 1811. godine. Crkva je prema povijesnim podatcima postojala već u 13. stoljeću, a današnji vanjski izgled sačuvan je od 1776. godine. Tada su bratimi, članovi Bratovštine, dozvolom arhiđakona Dudana uz apsidu dogradili crkvu i trag svog djelovanja ovjekovječili pisanim natpisom na pročelju. Hodočašćenje Gospi u Borima je tradicionalno i duhovno vezano uz sliku Gospe s djetetom. Čudotvorna ikona Majke s djetetom, obložena srebrom i zlatom te ukrašena kamenjem, proslavila se brojnim čudesima i milostima. Bilježi se njena milost u sušnima razdobljima, kada je kao odgovor na upućene molitve u procesijama donosila blagodat kiše na čitav otok. Brojni zavjetni darovi i darovi zahvale izloženi u crkvi potvrda su Njena uslišanja. Svetištem ga je proglasio splitski nadbiskup 1995. msgr. Ante Jurić. Inicijativu proglašenja uputili su ugledni svećenici, rodom Šoltani, don Srećko Bezić i don Živan Bezić. Glavno hodočasničko slavlje u Svetištu Velike Gospe – Kraljice na nebo uznesene je na blagdan Velike Gospe, s bdijenjem (14. i 15. kolovoza).
Obnovljeno svetište blagoslovio je umirovljeni splitsko-makarski nadbiskup Ante Jurić 14. kolovoza 2007. godine. U koncelebraciji su bili župnik don Darko Matijević, don Augustin Radović, don Zrinko Brković, don Damir Vuletić i don Dražen Radman i kao posebni gost nazočio iguman manastira Žitomislić o. Danilo.